# 安国 (昭武九姓)
安国，西域古国，昭武九姓之一，即布哈拉，东汉时为贵霜帝国属地。《隋书》误以为安国是汉代的“安息国”。王姓昭武，王后是康国公主。国都在那密水南。都城有五重，宫殿一律是平顶建筑。王与后同坐朝。隋炀帝即位时，遣司隶从事杜行满出使西域，曾到安国，得五色盐。国西百余里有毕国只千余户，归安国管辖。
《新唐书·西域传》记载：“安者，一曰布豁，又曰捕喝，元魏谓忸蜜者。东北至东安，西南至毕，皆百里所。西濒乌浒河，治阿滥谧城，即康居小君长罽王故地。大城四十，小堡千余。募勇健者为柘羯。柘羯，犹中国言战士也。武德时，遣使入朝。贞观初，献方物，太宗厚尉其使曰：“西突厥已降，商旅可行矣。”诸胡大悦。其王诃陵迦又献名马，自言一姓相承二十二世云。是岁，东安国亦入献，言子姓相承十世云。”
玄奘往印度取经，曾过此地，在《大唐西域记》中称为捕喝国：“捕喝国，周千六七百里，东西长，南北狭。土宜风俗同飒秣建国”。阿拉伯帝国的河中地区总督奈斯尔·伊本·艾哈迈德（Nasr ibn Ahmad），874年在安国（布哈拉），建立萨曼王朝，是最后一个塔吉克人与粟特人建立的王朝，后来被突厥人建立的加兹尼王国和喀喇汗国瓜分。
1219年成吉思汗大军西征，曾经过此地。随军的耶律楚材在《西游录》中称之为“蒲华城”：“寻思干之西六七百里，有蒲华城，土产更饶”。
明朝永乐十二年，行在吏部验封司员外郎陈诚、苑马寺清河监副李暹出使西域时曾到此地，称之为卜花儿。“卜花儿城在撒马儿罕之西北七百余里，城周回十余里。居平川中。民物富庶，街市繁华，户口万计……土宜五谷、桑、麻，产丝棉布帛。冬食生菜、牛、羊、肉、天鹅、鸡、兔悉有之”。
“捕喝”、“蒲华”、“卜花儿”都是 Bokhara 的对音，今为乌兹别克斯坦第五大城市布哈拉。

## 延伸阅读
[在维基数据编辑]
 《隋書·卷83》，出自魏徵《隋书》